# WRC 7 FIA World Rally Championship
WRC 7 FIA World Rally Championship (o anche WRC 7 ) è un simulatore di guida prodotto da Kylotonn e Bigben interactive, basato sul Campionato del mondo rally 2017, con licenza ufficiale. È il seguito di WRC 6 FIA World Rally Championship ed è stato pubblicato il 15 ottobre 2017. È il terzo videogioco della serie prodotto anche per le console di ottava generazione.

## Modalità di gioco
A differenza del 6 nel 7 vengono aggiunte le auto bonus della passata stagione che sono: Volkswagen Polo R WRC, Ford Fiesta RS WRC, Citroën DS3 WRC, Hyundai i20 WRC e come downloadable content la Porsche 911.

## Premi e riconoscimenti
Il gioco ha vinto il premio come "Miglior gioco sportivo" ai Ping Awards 2017.